# Onesia zumpti
Onesia zumpti este o specie de muște din genul Onesia, familia Calliphoridae, descrisă de Schumann în anul 1964. Conform Catalogue of Life specia Onesia zumpti nu are subspecii cunoscute.